# 富乐山

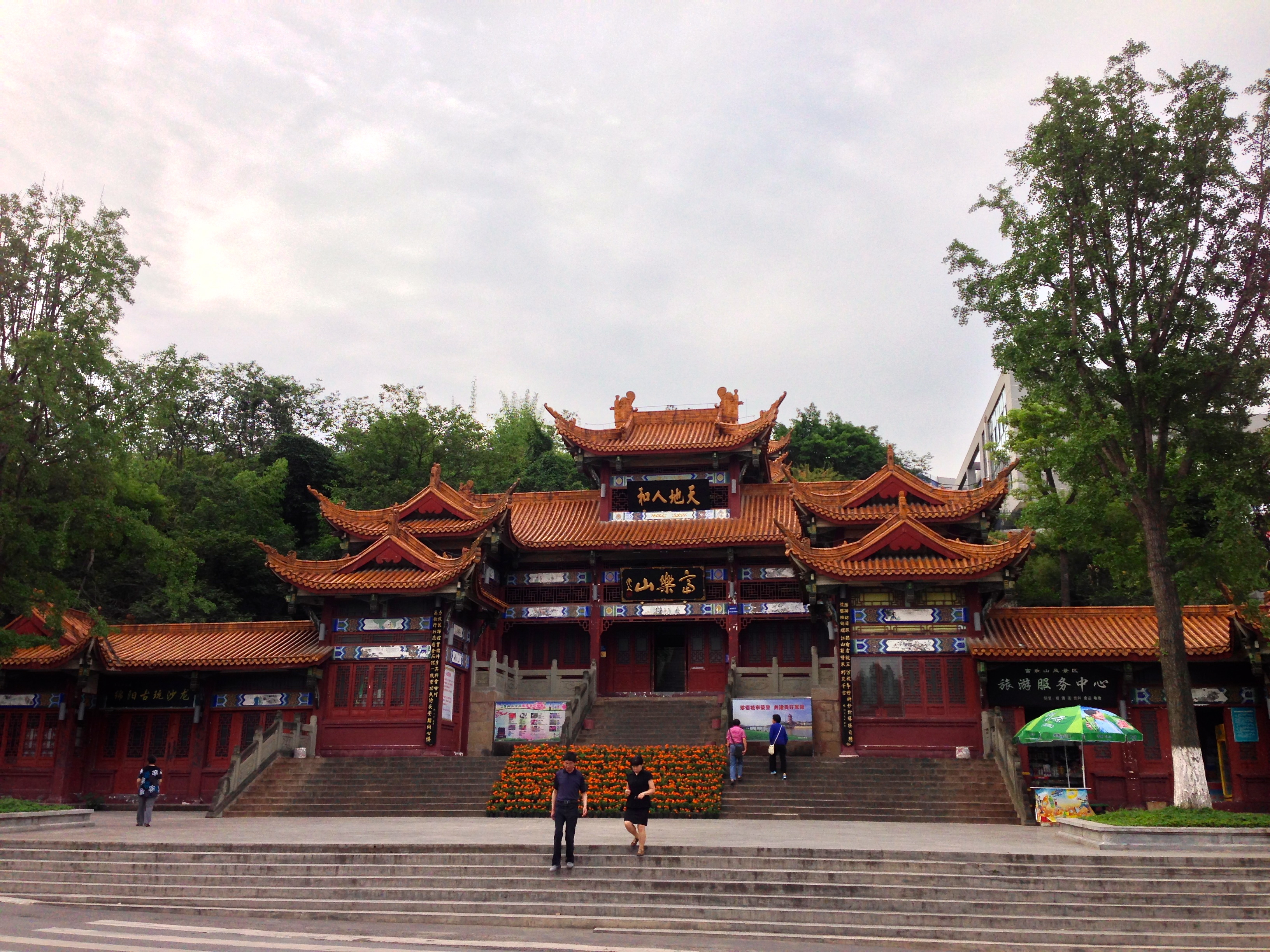
富乐山山门

富乐山，又称东山、旗山，是位于是四川省绵阳市的一处国家AA级旅游景区。从1987年开始兴建，以再三国故事为主题、多处园林建筑相结合的大型公园。

## 名称
宋以前，该山被称为东山，因为在涪城以东。又因为山势向东绵延招展，所以又被称为旗山。据宋·《方舆胜览》记载：“汉建安十六年（公元211年）冬，照烈入蜀，刘璋延至此山，望蜀之全胜，饮酒乐甚，刘备欢曰：“富哉！今日之乐乎！”，于是便有了富乐山的名称。

## 景区

### 主体
富乐山距离现在绵阳城东大约两公里。占地面积约2.1平方公里。现在富乐山内主要有豫州园、昭烈园、富乐园、绵州碑林、富乐阁等景区，还有另外49处各据特色的亭、廊、楼、阁、轩、榭等景区建筑。在山顶建有富乐阁，高46米，共5层。

### 绵州碑林
富乐阁下的绵州碑林拥有展现三国历史风云的巨型浮雕。

### 三国雕苑
富乐山公园准备按《三国演义》的内容制作60组雕塑，现在已完成的有《桃园结义》、《二刘涪城会》、《五虎上将》、《蜀汉四英》、《鱼水君臣》、《庞统献策》等。每一件均有小样成列于富乐阁内。

### 植物园区
植物园区则包含桃花园、梨花园、梅花园、桂花园、海棠园、月季园等。占地9.96万平方米。

## 文化
自唐、宋以来，历朝历代都有文人墨客在这里留下诗句，例如杜甫、蒋曜、陆游、唐庚、高弟、李调元、孙桐生、黄炎培等。